# Paramount+
 (транскр.  Парамаунт плус) америчка је претплатничка ОТТ стриминг-платформа чији је власник Paramount Skydance. Приказује садржај разноликих брендова, као што су CBS, Nickelodeon, MTV, Comedy Central, BET, Showtime и Paramount Pictures.
Покренута је 28. октобра 2014. под именом CBS All Access. Од 4. марта 2021. носи назив Paramount+. У појединим европским државама, међу којима је и Србија, ради под именом SkyShowtime, који представља заједнички подухват компанија Comcast и Paramount Skydance.

## Претплатници
| Претплатници      | Датум           | Реф.   |
| ----------------- | --------------- | ------ |
| преко 100.000     | јануар 2015.    | [ 4 ]  |
| око 1,2 милиона   | децембар 2016.  | [ 5 ]  |
| скоро 1,5 милиона | фебруар 2017.   | [ 6 ]  |
| преко 2 милиона   | март 2018.      | [ 7 ]  |
| 2,5 милиона       | август 2018.    | [ 8 ]  |
| 4 милиона         | фебруар 2019.   | [ 9 ]  |
| око 8 милиона     | децембар 2020.  | [ 10 ] |
| 32,8 милиона      | децембар 2021.  | [ 11 ] |
| 39,6 милиона      | март 2022.      | [ 12 ] |
| 43,3 милиона      | јун 2022.       | [ 13 ] |
| 46 милиона        | септембар 2022. | [ 14 ] |
| 55.9 million      | December 2022   | [ 15 ] |
| 60 милиона        | март 2023.      | [ 16 ] |
| 60,7 милиона      | јун 2023.       | [ 17 ] |
| 63,4 милиона      | септембар 2023. | [ 18 ] |
| 67,5 милиона      | децембар 2023.  | [ 19 ] |
| 71,2 милиона      | март 2024.      | [ 20 ] |
| 79 милиона        | март 2025.      | [ 1 ]  |